# Temporada 1995-96 de los New York Knicks
La temporada 1995-96 fue la quincuagésima de los New York Knicks en la NBA. La temporada regular acabó con 47 victorias y 35 derrotas, ocupando el cuarto puesto de la conferencia, clasificándose para los playoffs, donde cayeron en las semifinales de conferencia ante los Chicago Bulls.

## Elecciones en el Draft
Los Knicks no tuvieron ninguna elección en este draft.

## Temporada regular
| División Atlántico | División Atlántico | División Atlántico | División Atlántico | División Atlántico | División Atlántico | División Atlántico | División Atlántico | División Atlántico |
| Equipo             | G                  | P                  | %                  | PD                 | Casa               | Fuera              | Div                |                    |
| ------------------ | ------------------ | ------------------ | ------------------ | ------------------ | ------------------ | ------------------ | ------------------ | ------------------ |
| y-Orlando Magic    | 60                 | 22                 | .732               | –                  | 37–4               | 23–18              | 21–3               |                    |
| x-New York Knicks  | 47                 | 35                 | .573               | 13                 | 26–15              | 21–20              | 16–8               |                    |
| x-Miami Heat       | 42                 | 40                 | .512               | 18                 | 26–15              | 16–25              | 13–12              |                    |
| Washington Bullets | 39                 | 43                 | .476               | 21                 | 25–16              | 14–27              | 10–14              |                    |
| Boston Celtics     | 33                 | 49                 | .402               | 27                 | 18–23              | 15–26              | 12–12              |                    |
| New Jersey Nets    | 30                 | 52                 | .366               | 30                 | 20–21              | 10–31              | 8–17               |                    |
| Philadelphia 76ers | 18                 | 64                 | .220               | 42                 | 11–30              | 7–34               | 5–19               |                    |

## Playoffs

### Primera ronda
Cleveland Cavaliers  vs. New York Knicks
| Fecha       | Partido                                     | Ciudad     |
| ----------- | ------------------------------------------- | ---------- |
| 25 de abril | Cleveland Cavaliers 82, New York Knicks 106 | Cleveland  |
| 27 de abril | Cleveland Cavaliers 80, New York Knicks 84  | Cleveland  |
| 1 de mayo   | New York Knicks 81, Cleveland Cavaliers 76  | Nueva York |
|             | New York Knicks gana las series 3-0         |            |

### Semifinales de Conferencia
Chicago Bulls vs. New York Knicks
| Fecha      | Partido                               | Ciudad     |
| ---------- | ------------------------------------- | ---------- |
| 5 de mayo  | Chicago Bulls 91, New York Knicks 84  | Chicago    |
| 7 de mayo  | Chicago Bulls 91, New York Knicks 80  | Chicago    |
| 11 de mayo | New York Knicks 102, Chicago Bulls 99 | Nueva York |
| 12 de mayo | New York Knicks 91, Chicago Bulls 94  | Nueva York |
| 14 de mayo | Chicago Bulls 94, New York Knicks 81  | Chicago    |
|            | Chicago Bulls gana las series 4-1     |            |

## Estadísticas

### Temporada regular
| Rk | Jugador         | Edad | P  | PT | MP   | TC  | TCI  | %TC  | T3  | T3I | %T3  | TL  | TLI | %TL   | RO  | RD  | RT   | AS  | RB  | TAP | BP  | FP  | PTS  |
| -- | --------------- | ---- | -- | -- | ---- | --- | ---- | ---- | --- | --- | ---- | --- | --- | ----- | --- | --- | ---- | --- | --- | --- | --- | --- | ---- |
| 1  | Anthony Mason   | 29   | 82 | 82 | 42.2 | 5.5 | 9.7  | .563 | 0.0 | 0.0 |      | 3.6 | 5.0 | .720  | 2.7 | 6.6 | 9.3  | 4.4 | 0.8 | 0.4 | 2.6 | 3.0 | 14.6 |
| 2  | Patrick Ewing   | 33   | 76 | 76 | 36.6 | 8.9 | 19.2 | .466 | 0.1 | 0.4 | .143 | 4.6 | 6.1 | .761  | 2.1 | 8.5 | 10.6 | 2.1 | 0.9 | 2.4 | 2.9 | 3.3 | 22.5 |
| 3  | Derek Harper    | 34   | 82 | 82 | 35.3 | 5.3 | 11.5 | .464 | 1.5 | 4.0 | .372 | 1.9 | 2.5 | .757  | 0.4 | 2.1 | 2.5  | 4.3 | 1.6 | 0.1 | 2.2 | 2.5 | 14.0 |
| 4  | Charles Oakley  | 32   | 53 | 51 | 33.5 | 4.0 | 8.5  | .471 | 0.1 | 0.5 | .269 | 3.3 | 4.0 | .833  | 3.1 | 5.6 | 8.7  | 2.6 | 1.1 | 0.3 | 2.0 | 3.7 | 11.4 |
| 5  | John Starks     | 30   | 81 | 71 | 30.8 | 4.6 | 10.4 | .443 | 1.8 | 4.9 | .361 | 1.6 | 2.1 | .753  | 0.4 | 2.5 | 2.9  | 3.9 | 1.3 | 0.1 | 1.9 | 2.8 | 12.6 |
| 6  | Hubert Davis    | 25   | 74 | 14 | 24.0 | 3.7 | 7.6  | .486 | 1.7 | 3.6 | .476 | 1.5 | 1.7 | .868  | 0.5 | 1.2 | 1.7  | 1.4 | 0.4 | 0.1 | 0.9 | 1.6 | 10.7 |
| 7  | Charles Smith   | 30   | 41 | 4  | 21.7 | 2.8 | 7.2  | .388 | 0.0 | 0.4 | .133 | 1.8 | 2.5 | .709  | 1.4 | 2.5 | 3.9  | 0.7 | 0.4 | 1.2 | 1.5 | 3.0 | 7.4  |
| 8  | J.R. Reid       | 27   | 33 | 16 | 20.3 | 2.7 | 4.8  | .550 | 0.0 | 0.0 |      | 1.3 | 1.7 | .782  | 1.2 | 2.8 | 4.0  | 0.8 | 0.5 | 0.2 | 0.9 | 2.7 | 6.6  |
| 9  | Willie Anderson | 29   | 27 | 2  | 18.4 | 2.1 | 4.9  | .421 | 0.2 | 0.9 | .200 | 0.7 | 1.1 | .613  | 0.5 | 1.7 | 2.2  | 1.8 | 0.6 | 0.3 | 0.9 | 2.2 | 5.0  |
| 10 | Brad Lohaus     | 31   | 23 | 7  | 14.1 | 1.4 | 3.4  | .405 | 1.0 | 2.5 | .421 | 0.1 | 0.1 | 1.000 | 0.1 | 1.3 | 1.3  | 1.2 | 0.3 | 0.4 | 0.5 | 1.6 | 3.9  |
| 11 | Charlie Ward    | 25   | 62 | 1  | 12.7 | 1.4 | 3.5  | .399 | 0.5 | 1.6 | .333 | 0.6 | 0.9 | .685  | 0.5 | 1.2 | 1.6  | 2.1 | 0.9 | 0.1 | 1.3 | 1.6 | 3.9  |
| 12 | Gary Grant      | 30   | 47 | 1  | 12.7 | 1.9 | 3.9  | .486 | 0.2 | 0.5 | .333 | 1.0 | 1.2 | .828  | 0.3 | 0.9 | 1.1  | 1.5 | 0.8 | 0.1 | 1.0 | 1.9 | 4.9  |
| 13 | Herb Williams   | 37   | 43 | 2  | 12.6 | 1.4 | 3.3  | .410 | 0.0 | 0.1 | .250 | 0.3 | 0.5 | .650  | 0.3 | 1.6 | 1.9  | 0.6 | 0.3 | 0.7 | 0.5 | 1.7 | 3.1  |
| 14 | Doug Christie   | 25   | 23 | 0  | 9.5  | 1.5 | 3.2  | .479 | 0.4 | 0.8 | .526 | 0.6 | 1.0 | .591  | 0.3 | 1.1 | 1.5  | 1.1 | 0.5 | 0.1 | 0.8 | 1.8 | 4.0  |
| 15 | Ron Grandison   | 31   | 6  | 0  | 9.5  | 1.2 | 2.5  | .467 | 0.0 | 0.0 |      | 0.7 | 1.0 | .667  | 0.8 | 1.3 | 2.2  | 0.3 | 0.7 | 0.2 | 0.2 | 0.7 | 3.0  |
| 16 | Matt Fish       | 26   | 2  | 1  | 8.5  | 3.0 | 5.0  | .600 | 0.0 | 0.0 |      | 0.0 | 0.5 | .000  | 1.5 | 0.0 | 1.5  | 0.5 | 0.0 | 0.5 | 0.0 | 1.5 | 6.0  |
| 17 | Monty Williams  | 24   | 14 | 0  | 4.4  | 0.5 | 1.6  | .318 | 0.0 | 0.0 |      | 0.4 | 0.6 | .625  | 0.6 | 0.6 | 1.2  | 0.3 | 0.1 | 0.0 | 0.4 | 0.6 | 1.4  |

### Playoffs
| Rk | Jugador         | Edad | P | PT | MP   | TC  | TCI  | %TC   | T3  | T3I | %T3  | TL  | TLI | %TL  | RO  | RD  | RT   | AS  | RB  | TAP | BP  | FP  | PTS  |
| -- | --------------- | ---- | - | -- | ---- | --- | ---- | ----- | --- | --- | ---- | --- | --- | ---- | --- | --- | ---- | --- | --- | --- | --- | --- | ---- |
| 1  | Anthony Mason   | 29   | 8 | 8  | 43.8 | 5.1 | 9.8  | .526  | 0.0 | 0.0 |      | 2.4 | 3.5 | .679 | 2.1 | 5.6 | 7.8  | 3.3 | 0.5 | 0.1 | 2.5 | 2.5 | 12.6 |
| 2  | Patrick Ewing   | 33   | 8 | 8  | 41.0 | 8.1 | 17.1 | .474  | 0.1 | 0.3 | .500 | 5.1 | 7.9 | .651 | 1.4 | 9.3 | 10.6 | 1.9 | 0.1 | 3.1 | 3.8 | 2.8 | 21.5 |
| 3  | John Starks     | 30   | 8 | 8  | 39.3 | 4.9 | 10.9 | .448  | 2.6 | 5.6 | .467 | 3.6 | 4.9 | .744 | 0.4 | 3.3 | 3.6  | 4.1 | 1.6 | 0.1 | 3.1 | 3.3 | 16.0 |
| 4  | Charles Oakley  | 32   | 8 | 8  | 38.5 | 4.9 | 9.8  | .500  | 0.3 | 0.8 | .333 | 3.1 | 4.5 | .694 | 3.5 | 5.1 | 8.6  | 1.8 | 1.0 | 0.0 | 3.5 | 4.1 | 13.1 |
| 5  | Derek Harper    | 34   | 8 | 8  | 36.6 | 3.6 | 10.3 | .354  | 1.4 | 4.4 | .314 | 1.4 | 1.9 | .733 | 0.0 | 2.1 | 2.1  | 4.8 | 1.3 | 0.1 | 1.8 | 3.0 | 10.0 |
| 6  | Hubert Davis    | 25   | 8 | 0  | 18.1 | 2.1 | 3.9  | .548  | 1.3 | 2.4 | .526 | 1.1 | 1.4 | .818 | 0.5 | 1.0 | 1.5  | 0.5 | 0.0 | 0.0 | 0.9 | 1.5 | 6.6  |
| 7  | Willie Anderson | 29   | 4 | 0  | 16.0 | 1.8 | 5.5  | .318  | 0.3 | 1.5 | .167 | 1.5 | 1.8 | .857 | 0.5 | 1.8 | 2.3  | 0.3 | 1.0 | 0.0 | 1.5 | 2.5 | 5.3  |
| 8  | Charlie Ward    | 25   | 7 | 0  | 13.1 | 1.9 | 3.9  | .481  | 0.4 | 1.7 | .250 | 0.4 | 1.0 | .429 | 0.3 | 1.0 | 1.3  | 2.4 | 1.6 | 0.0 | 0.9 | 1.3 | 4.6  |
| 9  | Gary Grant      | 30   | 1 | 0  | 8.0  | 2.0 | 5.0  | .400  | 2.0 | 3.0 | .667 | 0.0 | 0.0 |      | 2.0 | 1.0 | 3.0  | 0.0 | 1.0 | 0.0 | 1.0 | 0.0 | 6.0  |
| 10 | J.R. Reid       | 27   | 1 | 0  | 7.0  | 1.0 | 1.0  | 1.000 | 0.0 | 0.0 |      | 0.0 | 0.0 |      | 0.0 | 1.0 | 1.0  | 1.0 | 0.0 | 0.0 | 1.0 | 2.0 | 2.0  |
| 11 | Herb Williams   | 37   | 5 | 0  | 6.6  | 0.6 | 1.0  | .600  | 0.0 | 0.0 |      | 0.6 | 0.8 | .750 | 0.0 | 0.0 | 0.0  | 0.0 | 0.0 | 0.4 | 0.2 | 0.6 | 1.8  |
| 12 | Ron Grandison   | 31   | 2 | 0  | 1.5  | 0.0 | 0.5  | .000  | 0.0 | 0.5 | .000 | 0.0 | 0.0 |      | 0.0 | 0.0 | 0.0  | 0.0 | 0.0 | 0.0 | 0.0 | 0.5 | 0.0  |

## Galardones y récords
| Jugador/Entrenador | Galardón |
| Patrick Ewing      | All-Star |